# زیردریایی آراو-۱۰۲
زیردریایی آراو-۱۰۲ (به انگلیسی: Japanese submarine Ro-102) یک زیردریایی بود که طول آن ۶۰٫۹ متر (۱۹۹ فوت ۱۰ اینچ) بود. این زیردریایی در سال ۱۹۴۲ ساخته شد.